# Vicarius Iesu Christi

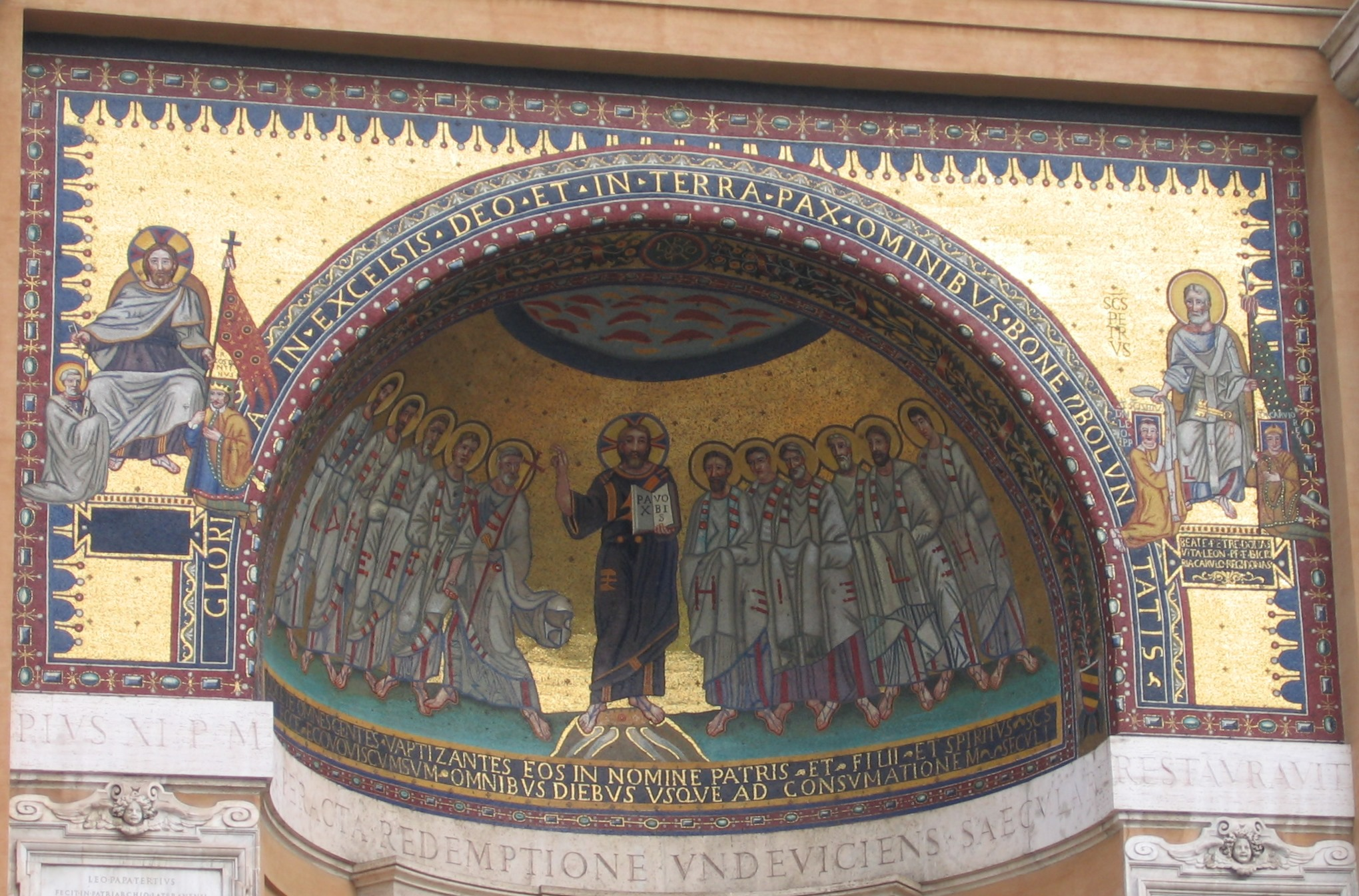
Mosaiken des Triclinium Leoninum im Lateran, um 799/800: Christus beauftragt die Apostel mit der Weltmission (Mitte); Christus überreicht Petrus die Schlüssel der geistlichen Gewalt und Kaiser Konstantin die Fahne der weltlichen Gewalt (linke Seite); Petrus übergibt an Leo ein Pallium und an Karl den Großen eine Fahne (rechte Seite)

Vicarius Iesu Christi („Stellvertreter Jesu Christi“ oder „Sachwalter Jesu Christi“) ist nach dem Annuario Pontificio, dem Jahrbuch des Heiligen Stuhls, ein päpstlicher Titel. Im Laufe der Christentumsgeschichte auf Kaiser und Könige, Bischöfe und andere Kleriker angewandt, beanspruchte Innozenz III. die Bezeichnung exklusiv für sich als Papst und steigerte dies noch durch die Selbstbezeichnung als vicarius dei („Stellvertreter Gottes“). Das Konzept päpstlicher Stellvertretung Christi (vicariatus Christi) wurde von den Theoretikern des Papsttums, insbesondere Augustinus Triumphus, entfaltet, um Ansprüche von Episkopalismus und Konziliarismus abzuwehren.

## Dervicariusin außerchristlichen antiken Quellen
In der antiken Profan- und Rechtsliteratur war der vicarius jemand, der eine höhergestellte Person vertrat. So wurde der raum-zeitliche Abstand zwischen dem abwesenden Höhergestellten und der Öffentlichkeit, der gegenüber der vicarius auftrat, überbrückt. Dies geschah, um den Auftraggeber zu entlasten. Der Auftraggeber stattete den vicarius mit Vollmachten und Autorität aus; verglichen mit dem vice agens hatte der vicarius in der Wahrnehmung seines Auftrags mehr Eigenständigkeit. In der Regel wurden die Handlungen des vicarius als Handlungen des Höhergestellten gesehen, den er vertrat. Bedingung für die Tätigkeit des vicarius war die coniunctio zwischen Auftraggeber und Beauftragtem: Grundsätzlich musste der Auftraggeber zustimmen, der Beauftragte konnte freiwillig oder (als Sklave) unfreiwillig oder aber aufgrund einer bestehenden Beziehung zum Auftraggeber, etwa als dessen Verwandter, als vicarius tätig werden; die Zustimmung der Öffentlichkeit, an die sich der vicarius wandte, war in der Regel nicht erforderlich.

## Vicarius PetriundVicarius Christiin Spätantike und Frühmittelalter
In christlichen Texten der Spätantike und des Mittelalters wurden die Aufgaben und Befugnisse des vicarius Christi (oder vicarius dei „Stellvertreter Gottes“) breit thematisiert und dabei auf unterschiedliche Personengruppen bezogen. Anthropologisch konnte jeder Mensch, da Ebenbild Gottes, als vicarius dei bezeichnet werden. Solche Überlegungen waren aber relativ selten. Der Abstand zwischen Gott und Mensch schloss zwar nicht aus, dass Gott den Menschen beauftragt hätte, als sein Stellvertreter zu handeln. Aber eine raum-zeitliche Abwesenheit Gottes in der Welt wurde nicht gelehrt, folglich brauchte Gott nicht den Menschen als Stellvertreter.
Cyprian von Karthago bezeichnete alle Bischöfe als „Stellvertreter des Petrus“; Papst Leo I. nannte sich selbst vicarius Petri. „Dies ist der Titel, welchen die Päpste des 5. und 6. Jahrhunderts sich zulegen: sie erfüllen die Aufgaben des Petrus und sind seine Platzhalter.“ Im Jahr 495 akklamierte die Synode von Rom Papst Gelasius mit dem Ruf: „Wir sehen in dir den Stellvertreter Christi!“

## Der Herrscher alsVicarius Christi
Das Frühmittelalter vom Aufstieg der Karolinger bis zum Investiturstreit charakterisiert Franz-Reiner Erkens als „Epoche eines in besonderem Maße als sakral empfundenen Königtums“, gekennzeichnet durch drei zusammengehörige Elemente:
1. Der Herrscher wurde von Gott erwählt und gekrönt, seine Herrschaft wurde ihm also von Gott übertragen.
2. Er ist Sachwalter und Abbild Christi auf Erden (vor allem in den Krönungsordines wird er bezeichnet als vicarius Christi oder vicarius dei, imago Christi, typus Christi).[7]
3. Deshalb hat er eine besondere Verpflichtung gegenüber der Christenheit und steht in besonderer Nähe zu Gott.

Ungeachtet des Investiturstreits, galt das Konzept des Herrschers als Stellvertreters Christi weiter bis ins Spätmittelalter. Beispielsweise bezeichnete sich Ludwig der Bayer († 1347) als „Stellvertreter Jesu Christi, des Königs der Könige (regis regum Iesu Christi vicarius)“. Mit der Stellvertreterschaft Christi eng verbunden ist das Konzept, dass der Herrscher ein Abbild Christi, ja ein „irdischer Gott“ (deus terrestris) sei. Es war auch in der Frühen Neuzeit weit verbreitet, so bemerkt beispielsweise Martin Luther in der Auslegung von Psalm 82: Gott wolle die Könige „lassen Götter sein über Menschen.“ Die Kirchenreformbewegung des 11. Jahrhunderts hat also nichts an dem Konzept geändert, dass der Herrscher Stellvertreter Christi sei. Was sich änderte, war der (teilweise) Verlust priesterlicher Aspekte des Herrscheramts. Der deutsche König galt im 15. Jahrhundert als vornehmer Laie, während weltliche und kirchliche Autoren dem französischen König versicherten, er sei keineswegs ein Laie, sondern eine hohe kirchliche Persönlichkeit.

## Der Papst alsVicarius Christi
Im Hochmittelalter konnten sowohl Bischöfe und Päpste als auch Könige und Kaiser als vicarii Christi bezeichnet werden. Bei Bischöfen kam diese Titulatur noch bis ins 11. und 12. Jahrhundert vor, zunehmend nur noch für den Bischof von Rom. Dessen üblicher Titel blieb aber, etwa bei Anselm von Canterbury, „Stellvertreter des Petrus“ (vicarius Petri).
Die Bezeichnung des Papstes als „Nachfolger Christi“ (successor Christi) findet sich erstmals 1133 bei Arnold von Lisieux.
Den Wechsel vom Stellvertreter des Petrus zum Stellvertreter Christi als bevorzugten Papsttitel bereitete Bernhard von Clairvaux vor. Papst Eugen III. soll sich als „Nachfolger Petri, Stellvertreter Christi“ bezeichnet haben. Der Kanonist Huguccio präzisierte, der Papst werde im Blick auf seine Vollgewalt (plenitudo potestatis) exklusiv Stellvertreter Christi genannt, in jeder anderen Hinsicht könne auch der einfache Priester Stellvertreter Christi sein. Innozenz III. bevorzugte den Titel Stellvertreter Christi gegenüber Stellvertreter Petri. Indem er sich als Stellvertreter Gottes bezeichnete, dehnte er seinen Anspruch auf Weltherrschaft noch weiter aus.
Von den „großen Theoretikern der päpstlichen Gewalt“ wurde der Titel Stellvertreter Petri nun als unangemessen zurückgewiesen. Der Papst war Stellvertreter Christi und Gottes in einem juristischen Sinn, so Yves Congar: Christus habe ihm für die Zeit seiner Abwesenheit eine Reihe von Vollmachten übertragen. Augustinus Triumphus lieferte 1324 die Begründung dafür, warum exklusiv der Papst Stellvertreter Christi sei. Diese Extremposition war aber kein Konsens. Augustinus ging es darum, das Bischofsamt gegenüber dem Papstamt zu entmachten und so den päpstlichen Machtanspruch gegen Episkopalismus und Konziliarismus abzusichern. Er unterschied drei Komponenten des bischöflichen Amtes:
- scientia: Theologische Kenntnisse und dadurch Fähigkeit, in Fragen des christlichen Glaubens zu lehren. In unterschiedlichem Maße besitzen alle Christen scientia. Für Augustinus’ Argumentation ist diese Komponente, im Gegensatz zu den beiden folgenden, von untergeordneter Bedeutung.
- potestas iurisdictionis: Leitungsgewalt, die Christus nach Mt 16, 18–19 exklusiv dem Petrus übertragen habe. Dadurch sei Petrus in der nachösterlichen Kirche zum einzigen Stellvertreter Christi und Haupt der Kirche eingesetzt worden. Die anderen Apostel empfingen ihre Leitungsgewalt von Petrus, und in gleicher Weise empfingen in Augustinus’ Gegenwart die Bischöfe ihre Leitungsgewalt vom Papst. „Die Leitungsgewalt liegt ausschließlich beim Papst (potestas iurisdictionis residet solum in papa).“ Gemeint ist hier nicht die individuelle Persönlichkeit eines Papstes, sondern das Papstamt.
- potestas ordinis: Weihegewalt, die alle geweihten Priester unverlierbar besitzen und die sie befähigt, die Sakramente zu spenden. Der Papst besitzt als geweihter Priester und Bischof von Rom diese Vollmacht auch, aber nicht mehr als alle anderen Priester. Dem Petrus wurde die Weihegewalt laut Augustinus vom auferstandenen Christus verliehen (Joh 21,15–17).

Ein Bischof war zu seiner Amtsführung folglich ganz vom Papst abhängig. Der Papst konnte ihm nicht die Leitungsgewalt entziehen, aber er konnte ihn daran hindern, von ihr Gebrauch zu machen. Nicht der Papst als individueller Mensch, sondern das Papstamt als Stellvertretung Christi sei göttlich. Augustinus zufolge besaß dieses Papstamt die „Fülle der Gottheit“ (plenitudo deitatis); daraus folgte, dass der Papst tun könne, was er wolle (papa omnia potest). „Als vicarius Christi war der Papst in jeder Hinsicht Christus. Es war daher nicht unangemessen, ihn auch als den Gründer des Christentums zu bezeichnen. … Deus und papa waren Synonyme geworden, dem Stellvertreter war dieselbe Ehre zu erweisen wie Gott selbst.“ Augustinus Triumphus konnte daher auch formulieren, dass der Papst die Nachfolge Christi im Amt und in der Leitung der Universalkirche angetreten habe (Christo autem succedit in officio et in universali iurisdictione).
Weil Augustinus strikt zwischen Person und Amt unterschied, waren die persönlichen Leistungen oder Defizite von Päpsten für ihn von geringer Bedeutung. Ein Papst könne jede Sünde mit Ausnahme der Häresie begehen, ohne dadurch als Papst untauglich zu werden.
Augustinus Triumphus erörterte den Fall, dass ein Laie zum Papst gewählt würde. Er hätte die Leitungsgewalt, aber nicht die Weihegewalt, konkret: er könne die Kirche regieren, aber keine Sakramente spenden und insbesondere keine Bischöfe weihen. Indem Augustinus das Papstamt vom Bischofsamt entkoppelte, verlor die Stadt Rom als Bischofssitz und sozusagen Machtbasis der Päpste ihre traditionelle Bedeutung.
Ein Häretiker konnte laut Augustinus Triumphus nicht Stellvertreter Christi sein. Das war ein Widerspruch in sich – ein Häresien vertretender Papst konnte nur als Privatperson, nicht qua Amt handeln und hatte sich damit selbst abgesetzt. Insofern ließ sich der Grundsatz durchhalten, dass niemand über den Papst zu Gericht sitzen könne (papa a nemine iudicatur). An diesem Punkt schlägt die von Augustinus betriebene Überhöhung des Papstamtes zu einer Art Gott auf Erden in ihr Gegenteil um. Denn der Papst brauchte nur einen Fehler zu machen, und das ganze Gebäude fiel in sich zusammen.

## Zweites Vatikanisches Konzil
Der 1964 promulgierten Dogmatischen Konstitution über die Kirche Lumen gentium zufolge hat der Bischof von Rom „kraft seines Amtes als Stellvertreter Christi (vi muneris sui, Vicarii scilicet Christi)“ die volle, höchste und universale Gewalt über die ganze Kirche. Die Bischöfe hingegen leiten ihre Diözesen „als Stellvertreter und Gesandte Christi (vicarii et legati Christi)“; die Bischofsweihe konstituiert das bischöfliche Lehr-, Hirten- und Priesteramt „als dreifaches Christusamt.“ Lothar Lies zufolge präzisierte das Konzil, wie Christus in seiner Kirche gegenwärtig sei. Eine wichtige Form der Christus-Gegenwart ist demnach das Handeln des Klerikers in persona Christi; er sei „Christi Stellvertreter und sein Gesandter. Ja, der Amtsträger ist auf das Bild Christi geweiht.“
Im Oktober 1970 empfahl die Internationale Theologenkommission fast einstimmig, missverständliche Titel in der Papstanrede, darunter vicarius Christi, zu vermeiden.
Im Annuario Pontificio von 2020 wird Vicarius Iesu Christi nur noch als „historischer Titel“ des Bischofs von Rom geführt. Das gab Anlass zu Spekulationen, Papst Franziskus beanspruche diesen Titel nicht mehr.